# Stazione di Santa Luce
La stazione di Santa Luce era una fermata ferroviaria posta sulla ferrovia Pisa-Vada nel comune di Santa Luce in provincia di Pisa e nelle vicinanze della riserva naturale provinciale Lago di Santa Luce.

## Storia
L'impianto venne attivato nel 1888 inizialmente come semplice casa cantoniera sul tratto di linea tra Collesalvetti e Vada, questo attivato il 20 ottobre 1863.
Nel 1902 veniva proposto il ricavo all'interno del fabbricato viaggiatori dell'allora casello di una sala d'attesa e di un ufficio, con un importo di 320 lire per i lavori.
Dall'8 agosto 1914 la casa cantoniera venne effettivamente trasformata in fermata attraverso l'estensione del servizio includendo anche quello merci a grande velocità, venne aggiunto lo scalo merci comprendente il piano caricatore e il tronchino, allacciato per entrambi i sensi di marcia con deviatoi muniti di fermascambio con chiave FS. Vennero messi in opera due segnali di 2ª categoria posti alla sinistra del binario a protezione dell'impianto. Dal 15 maggio del 1915 vennero abolite le limitazioni riguardanti i servizi bagagli e merci, istituendo il servizio a Piccola Velocità Accelerata dei veicoli e del bestiame di fatto abilitandola a tutti i servizi di trasporto interno e cumulativo.
La fermata venne definitivamente soppressa nel 1992 insieme alla linea. Non venne riattivata alla reinaugurazione della linea nel 2004. L'impianto al 1999 risultava impresenziato e in cattivo stato di conservazione, insieme ad altri 5 sulla linea, che risultava effettivamente chiusa.

## Strutture e impianti
La fermata disponeva di un binario passante per la linea, di un fabbricato viaggiatori a due piani (in precedenza semplice casello), di un altro per i servizi igienici e di uno scalo merci con piano caricatore da 225 m² e un'area di accosto di 25 m, servito da un tronchino di 41 metri, e un magazzino merci con un'area da 40 m².
Alla fermata risultava annesso un passaggio a livello, alla progressiva chilometrica 298+045, per una strada locale che si origina dalla vicina strada statale 206 Pisana-Livornese.

## Movimento

### Traffico viaggiatori
Nel 1911 la casa cantoniera era frequentata da 3.035 viaggiatori che avevano acquistato il biglietto a tariffa intera per classi diverse fra loro e 4.799 a tariffa ridotta per un totale di 7.844 persone.
Nell'anno 1929 la fermata risultava frequentata da 5.396 persone l'anno di cui 6 in prima classe sui treni, 50 in seconda classe e 5.340 in terza classe con un totale di 39.328 lire in entrata. Nell'anno successivo risultava leggermente in calo con 5.363 persone in totale di cui 10 in prima classe, 47 in seconda classe e 5.306 in terza classe con un totale in aumento di 40.645 lire risultanti.

### Traffico merci
Nel 1911 il traffico merci era caratterizzato da messaggeria / opere d'arte (437 spedizioni in partenza del peso di 240 quintali e 566 in arrivo del peso di 533 quintali) e pesce fresco (4 spedizioni in partenza del peso di 3 quintali) per quanto riguardava il servizio a grande velocità; per la piccola velocità ordinaria si contava una piccola percentuale di riso in arrivo (6 tonnellate) e risultavano 3.420 tonnellate in partenza e 1.552 in arrivo di merce varia, risultavano in partenza 360 spedizioni da 103 tonnellate l'una e 808 in partenza da 385 tonnellate l'una per quanto riguarda mercanzie varie.
Nel 1929 si registravano 4.092 tonnellate di merce totale spedita dall'impianto – di cui 4.010 a carro completo e 82 in collettame – e 2.119 tonnellate di merce in arrivo – di cui 1.703 a carro completo e 416 in collettame; risultavano inoltre 12 capi di bestiame spediti e 123 in arrivo. Nell'anno successivo risultava molto calato con sole 1.421 tonnellate totali spedite – di cui 1.299 a carro completo e 122 in collettame – e 1.591 tonnellate di merce in arrivo – di cui 1.168 a carro completo e 423 in collettame; anche i capi di bestiame in arrivo risultavano in calo, soli 63, mentre risultavano in aumento quelli spediti, 37 contro i 12 dell'anno precedente.

## Servizi
La fermata disponeva di:
- Biglietteria a sportello
- Sala d'attesa
- Servizi igienici

## Interscambi
La fermata offriva l'interscambio con le autolinee dell'azienda CTT Nord.
- Fermata autobus

### Annotazioni
1. ↑  Vedi sezione dedicata.